# Schwan (Adelsgeschlecht)

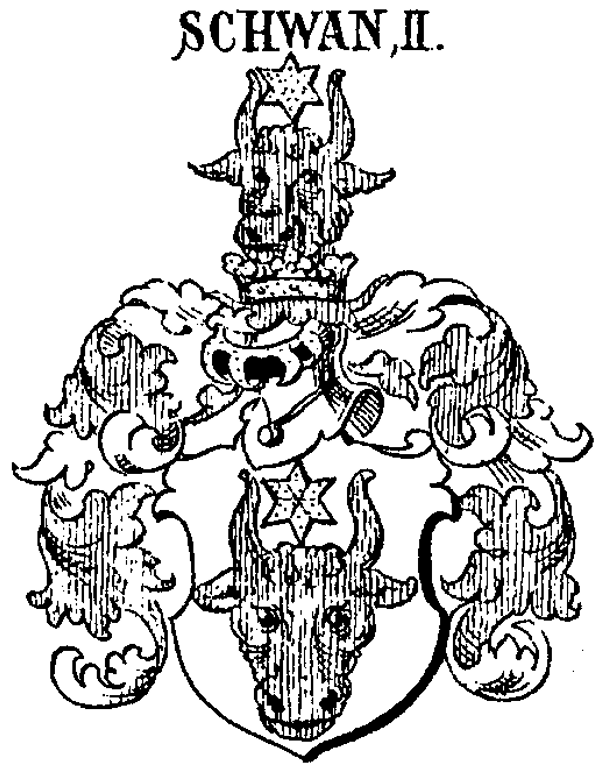
Wappen derer von Schwan in Siebmachers Wappenbuch

Schwan (auch von Swan, Swaan oder Schwaan) ist der Name eines erloschenen, ursprünglich mecklenburgischen Adelsgeschlechts, das sich nach Pommern, Braunschweig, Kursachsen und Dänemark ausgebreitet hat.

## Geschichte
Das Geschlecht soll seinen Namen vom Stammsitz Schwan an der Warnow entlehnen und wurde demnach 1202 zuerst urkundlich genannt. Die Familie fand dann ihren Entfaltungspunkt in Pommern, wo sie Afterlehnsträgerin der Grafen von Eberstein waren. Dort besaßen die Schwan u. a. seit dem Ende des 16. Jahrhunderts Döringshagen, Fanger, Faulenbenz und Düsterbeck. Michael Albrecht von Schwan (1629–1677) soll einen Hebung in den Freiherrenstand erfahren haben. Am 23. Februar 1679 wurde mit Hans Ernst von Schwan auf Drebach, Thum und Venusberg das Gesamtgeschlecht in den Erbreichs-Ritterstand erhoben worden. Er soll ebenfalls später in den Freiherrenstand gelangt sein. Mit Gottfried von Schwan, lauenburgischer Kammerjunker und Neffe des obigen Michael Albrecht von Schwan (1629–1677) gelangte die Familie ins Braunschweigische. Sein Sohn Christian Siegfried von Schwan war Oberinspektor der Herrschaft Rothenburg. Das Geschlecht ist 1779 erloschen.

## Wappen
- Das Stammwappen zeigt in Silber einen roten Stierkopf zwischen dessen Hörnern ein roter oder goldener sechseckiger Stern schwebt. Auf dem Helm mit rot und silbernen Decken übereck von Rot und Silber geteilte Büffelhörner, dazwischen der Stern.[1]
- Das Wappen von 1679 ist geviert mit Herzschild, darin ein Schwan auf einer goldenen Krone sitzend, eine goldene Krone um den Hals und auf dem Kopf tragend. 1 und 3 in Silber ein springender Hirsch, in 2 und 3 das Stammwappen. Drei Helme, auf dem rechten der Schwan, auf dem mittleren der goldene Stern zwischen Büffelhörnern und auf dem linken einen Küraß mit Federn.

## Angehörige
- Michael Albrecht von Schwan (1629–1677), mecklenburgischer Geheimer Rat, Amtshauptmann und Gesandter[2]
- Erich Philipp von Schwaan (1660–1738), hannoverscher General
- NN von Schwan, 1748 Generalmajor und Interimskommandant der Zitadelle Petersberg